# 應詹
應詹（274年—326年9月8日），字思遠，汝南南頓（今項城市南頓鎮）人。曹魏侍中應璩之孫，应秀之子。

## 生平
應詹幼孤，為祖母所養。十余歲時，祖母死去，應詹因悲痛過度，走路用拐杖。後由族人共養，委以資產。長大後以文章著称，气度非凡。司徒何劭稱他：“君子哉若人！”曾擔任太子的教師。韦泓“親屬遇饑疫並盡”，至洛陽，依託應詹，“詹與分甘共苦，情若弟兄”，這是成語「分甘共苦」的典故。
晉愍帝时，應詹督導南平（今福建南平市）、天门、武陵三郡军事，天下大亂，詹境獨全。時百姓有歌曰：“拯我涂炭，惠隆丘阜，润同江海，恩犹父母。”建兴三年，陶侃与杜弢相攻，杜弢屡败，杜弢寫信給应詹，自言与詹“共讨乐乡，本同休戚。后在湘中，惧死求生，遂相结聚。倘以旧交之情，为明枉直，使得输诚盟府，厕列义徒，或北清中原，或西取李雄，以赎前愆，虽死之日，犹生之年也！”于是应詹把杜弢的信，转呈给司马睿，并为流民请愿，“宜命使扶纳，以息江、湘之民！”司马睿遂派前南海郡（广东广州市）郡长王运，前往接受杜弢投降。
王敦之亂平定後，以功封观阳侯、江州（今江西九江市）刺史。咸和元年七月癸丑日（326年9月8日）卒，享年五十三歲。册封镇南大将军，仪同三司。谥曰烈。有文集三卷。

## 子
- 應玄官至散骑侍郎
- 應誕歷六郡太守、龍驤將軍，追贈冀州刺史。

## 延伸阅读
[在维基数据编辑]
 《晉書·卷070》，出自房玄齡《晉書》